# Acaroceras odontotus
Acaroceras odontotus är en kvalsterart som beskrevs av Grandjean 1936. Acaroceras odontotus ingår i släktet Acaroceras och familjen Microzetidae. Inga underarter finns listade i Catalogue of Life.